# Núcleo olfatorio anterior
El núcleo olfatorio anterior (AON por sus siglas en inglés, también llamado corteza olfatoria anterior) es una porción del cerebro anterior de los vertebrados .
Está involucrado en el olfato y supuestamente tiene una fuerte influencia en otras áreas olfativas como el bulbo olfatorio y la corteza piriforme.

## Estructura
El AON se encuentra detrás del bulbo olfatorio y frente a la corteza piriforme (lateralmente) y  el tubérculo olfatorio (medialmente) en una región conocida como pedúnculo olfatorio  o área retrobulbar. El pedúnculo contiene el AON, así como otras dos regiones mucho más pequeñas, la tenia tecta (o rudimento hipocampal dorsal) y la corteza peduncular dorsal.

## Función
El AON juega un papel fundamental, pero relativamente poco comprendido, en el procesamiento de la información sobre olores.
Los olores entran en la nariz (o roseta olfativa en los peces) e interactúan con los cilios de las neuronas receptoras olfativas. La información se envía a través del nervio olfativo (nervio craneal I) al bulbo olfatorio. Tras el procesamiento en el bulbo, la señal se transmite caudalmente a través de los axones de las células mitrales y empenachadas en el tracto olfativo lateral. El tracto se forma en la superficie ventrolateral del cerebro y pasa a través del AON, continuando a lo largo de la corteza piriforme, mientras hace sinapsis en ambas regiones. El AON distribuye la información al bulbo olfatorio contralateral y al córtex piriforme, además de participar en interacciones recíprocas con el bulbo y el córtex ipsilateral. Por lo tanto, el AON está posicionado para regular el flujo de información entre casi todas las regiones en las que se produce el procesamiento de la información olfativa.

## Componentes
El AON se compone de dos estructuras separadas:
- a) un delgado anillo de células que rodea el extremo rostral del pedúnculo olfativo conocido como "pars externa",
- b) la gran "pars principalis", que en los cortes coronales de la mayoría de los cerebros de mamíferos se ve como una estructura de dos capas.
  - La más profunda (Capa II) es un grueso anillo de células piramidales y de otras formas que rodea la extremidad anterior de la comisura anterior.
  - La capa externa, pobre en células, se subdivide a menudo en una zona superficial (Capa Ia, que contiene los axones de salida del bulbo olfatorio) y una zona más profunda (Capa Ib).
  - Muchos dividen la pars principalis en función de los "puntos cardinales", dando lugar a la pars dorsalis, pars ventralis, pars medialis, pars lateralis y pars posterioralis (a menudo combinada con la pars ventralis para formar la "pars ventroposterioralis")